# Natalia Pouzyreff
Natalia Pouzyreff (ur. 18 lutego 1961 w Limoges) – francuska polityk reprezentująca partię La République En Marche! W wyborach parlamentarnych w czerwcu 2017 r. została wybrana do francuskiego Zgromadzenia Narodowego, w którym reprezentuje departament Yvelines.